# Saki Nakajima (seiyū)
Pour l’article homonyme, voir Saki Nakajima.
Saki Nakajima (中島 沙樹, Nakajima Saki, née le 1er septembre 1978 à Saitama, Japon) est une seiyû, actrice de doublage d'anime. Elle est l'homonyme de la chanteuse Saki Nakajima des groupes °C-ute et Guardians 4.

## Anime
- Bleach : Chizuru Honshou.
- Blue Dragon : Bouquet
- Duel Masters : Mimi Tasogare
- Gravion Zwei : Dika
- Hayate the Combat Butler : Saki Kijima, Taiga Ookouchi
- Märchen Awakens Romance : Dorothy
- Ragnarok The Animation : Alice
- Muteki Kanban Musume (Ramen Fighter Miki) : Wakana Endou
- Strawberry Panic : Chikaru Minamoto
- ToHeart2 : Karin Sasamori
- Tokyo Mew Mew : Ichigo Momomiya; chante le générique de fin.
- Zettai Karen Children : Keiko Kojika
- Tokyo Mew Mew New : Sakura Momomiya

## Jeux vidéo
- Hayate the Combat Butler - Saki Kijima
- Märchen Awakens Romance - Dorothy
- Star Ocean: Second Evolution - Celine Jules
- Strawberry Panic - Chikaru Minamoto
- ToHeart2 - Karin Sasamori
- Tokyo Mew Mew - Ichigo Momomiya

## Liens
- (ja) Site officiel
- (en) Saki Nakajima sur Anime News Network